# Charles Cornu
Charles Cornu (* 1888 in Genf; † 23. September 1966 in Genf) war ein Schweizer Jurist.

## Leben
Cornu studierte Jura an der Universität Genf. 1917 wurde er stellvertretender Staatsanwalt. 1921 wurde er Richter am Zivilgericht erster Instanz. 1932 wurde er als Genfer Generalstaatsanwalt gewählt. Diese Stellung behielt er bis 1960. Sein Vorgänger im Amt war Georges Foëx, sein Nachfolger Jean Eger. Danach war er bis zu seinem Tod Präsident des Genfer Kassationsgerichts.
Er zählt, neben Bernard Bertossa, Bernard Corboz, Raymond Foëx und Jean Eger zu den bedeutendsten Staatsanwälten Genfs.
Cornu war auch Präsident der Fondations des émissions de Radio-Genfer (Stiftung der Sendungen von Radio-Genève) und Präsident der Société de Radio-diffusion et télévision romande.

## Fall Jaccoud
Cornu war als Ankläger in der „Affäre Jaccoud“ massgeblich beteiligt an der Verurteilung von Pierre Jaccoud, wie aus einem zeitgenössischen Artikel von Ursula von Kardorff hervorgeht:
Generalstaatsanwalt Cornu schleuderte seine Anklagerede von der Höhe seines Sitzes herunter. Sein bulliges, zerfurchtes Gesicht mit den bitter herabgezogenen Mundwinkeln glich einer antiken Tragödienmaske. Seine Worte klangen erfüllt von Haß. Und dabei haben diese beiden Männer, der dort oben und der hier unten im Krankenstuhl, sich früher beim ‚Du‘ genannt. Es ist, als zöge sich ihr Haß wie ein giftgrüner Faden durch den ganzen Prozeß. Es war der letzte, den der siebzigjährige Staatsanwalt führte, ehe er in Pension geht. Warum aber führte er gerade noch diesen?
Seine Anklage stützte sich auf Indizien. Glied um Glied der Kette griffen ineinander. Oder gab es doch winzige Lücken, die die Kette auseinanderfallen lassen? In jedem Falle: Cornu verkörperte die Tugend der calvinistischen Stadt. Und es klang wie J’accuse, wenn er Jaccoud sagte. Aber wie verachtungsvoll schleuderte er das Wort heraus: ‚Ich habe sein Liebesnest gesehen, c’etait moche et mal meublé.‘
Kein Mensch gab Pierre Jaccoud noch eine Chance nach diesem Plädoyer. Aber wer weiß, ob dies alles wirklich geschah, wie Cornu es so eindrucksvoll ausmalte? Hat der brave, alte Charles Zumbach den späten Besucher Jaccoud arglos in das Studio seines abwesenden Sohnes geführt? Und was spielte sich dann ab? Suchte Jaccoud nach den belastenden Briefen und Photos und wurde dabei überrascht? Erschoss er deshalb den Mann und stach er ihm – in ungeheurer Erregung – noch bestialisch mit dem Dolch in den ausblutenden Leib?

## Schriften
- Du partage de la législation entre la confedération et les cantons en matière de droit pénal. Genf (1943).
- Le pourvoi en nullité et l’institution du jury. RPS 59 (1945)
- Projets de lois de procédure pénale, Konferenz der Société genevoise de droit et de législation, 1955.[3]